# Viatel
Viatel était un opérateur télécom américain opérant dans les services classiques, qui s’était recyclé dans le transfert de données à partir de 1998, au moment de la bulle internet. Il était présenté comme l’un des « quatre mousquetaires américains partis à la conquête de l'Europe des télécoms (GTS, RSL, Viatel et World Access) ».

## Histoire
Créé en 1991, au départ spécialisé dans les opérations de téléphonie à longue distance pour les entreprises, Viatel s'est ensuite lancé dans les services de rappel en Europe et en Amérique latine, continent qui a représenté jusqu'à un tiers des ventes.
Face au déclin de ce marché, inondé par la concurrence, il se recentre sur l'Europe, puis les États-Unis. En 1998, face à la chute des prix sur la voix (70 % des ventes 2000), il décide aussi de se lancer dans les services de données, et développe son propre réseau paneuropéen, puis annonce le rachat de Destia Communications, firme spécialisée dans la téléphonie destinée aux particuliers, mais ne parvient pas à assumer le coût de ce rachat.
Criblé de dettes, Viatel s'est soumis le 3 mai 2001 au chapitre 11 du droit américain protégeant les sociétés de la faillites et annonce la suppression de 350 emplois aux États-Unis et l’arrêt de ses activités de téléphonie à destination des particuliers. Début août, l’opérateur annonce qu’il  n´a pas trouvé preneur. À sa liquidation, il laisse à ses créanciers 2,7 milliards de dollars de dette.